# 305 mm haubica mod. 305/17 De Stefano
305 mm haubica model 305/17 De Stefano (wł. Obice da 305/17 D.S.) – włoska armata nadbrzeżna i haubica z okresu I wojny światowej.

## Historia
W 1908 roku opierając się na doświadczeniach wojny rosyjsko-japońskiej dowództwo włoskiej marynarki wojennej zwróciło do kilku producentów dział dla artylerii nadbrzeżnej o opracowanie nowego modelu takiego działa, który zastąpi będące na wyposażeniu haubice 280 mm. Ostatecznie wybrano model opracowany przez brytyjską wytwórnię  Sir W G Armstrong Whitworth & Co Ltd, która wspólnie z włoską wytwórnią  Manifattura dell'Arsenale di Pozzuoli opracowała działo kal. 305 mm. Haubica ta otrzymała oznaczenie 305/17.
W 1914 roku rozpoczęto ich produkcję. Początkowo zamówiono 20 takich haubic, które zostały umieszczone na stałych stanowiskach, jako działa nadbrzeżne: 12 w rejonie portu La Spezia, po 4 w portach La Maddalena i Messina.
Po wybuchu I wojny światowej armia włoska zwróciła się do producentów tych haubic o przystosowanie ich do transportu. W krótkim czasie powstały kolejnej modele tej haubicy oznaczonej jako 305/17 G mod. 1915, 305/17 G mod. 1916, 304/17 G mod. 1917 przystosowane do holowania oraz bardzo oryginalny model 305/17 D.S. (obice 305/17 De Stefano). Ostatecznie do 1917 roku wyprodukowano 44 haubice tego typu.

## Użycie
Haubice te były używane w czasie I wojny światowej przez wojska włoskie. Po zakończeniu I wojny światowej haubice przystosowane do holowania były używane w początkowym okresie II wojny światowej w czasie kampanii francuskiej, a później w 1943 roku w obronie Sycylii i Neapolu. Haubice ustawione na stanowiskach stałych w rejonie baz włoskiej marynarki wojennej były używane aż do 1959 roku, kiedy ostatecznie je zlikwidowano.